# 南开大学马克思主义教育学院
南开大学马克思主义教育学院，简称南开马院，是南开大学从事马克思主义研究和承担政治思想教育的学术机构，位于南开大学津南校区文科学院组团。2016年1月，入选第一批全国重点马克思主义学院。